# Come rubare un quintale di diamanti in Russia
Come rubare un quintale di diamanti in Russia è un film del 1967, diretto da Guido Malatesta.